# Monceau-sur-Sambre
Monceau-sur-Sambre is een dorp in de Belgische provincie Henegouwen en een deelgemeente van de Waalse stad Charleroi.

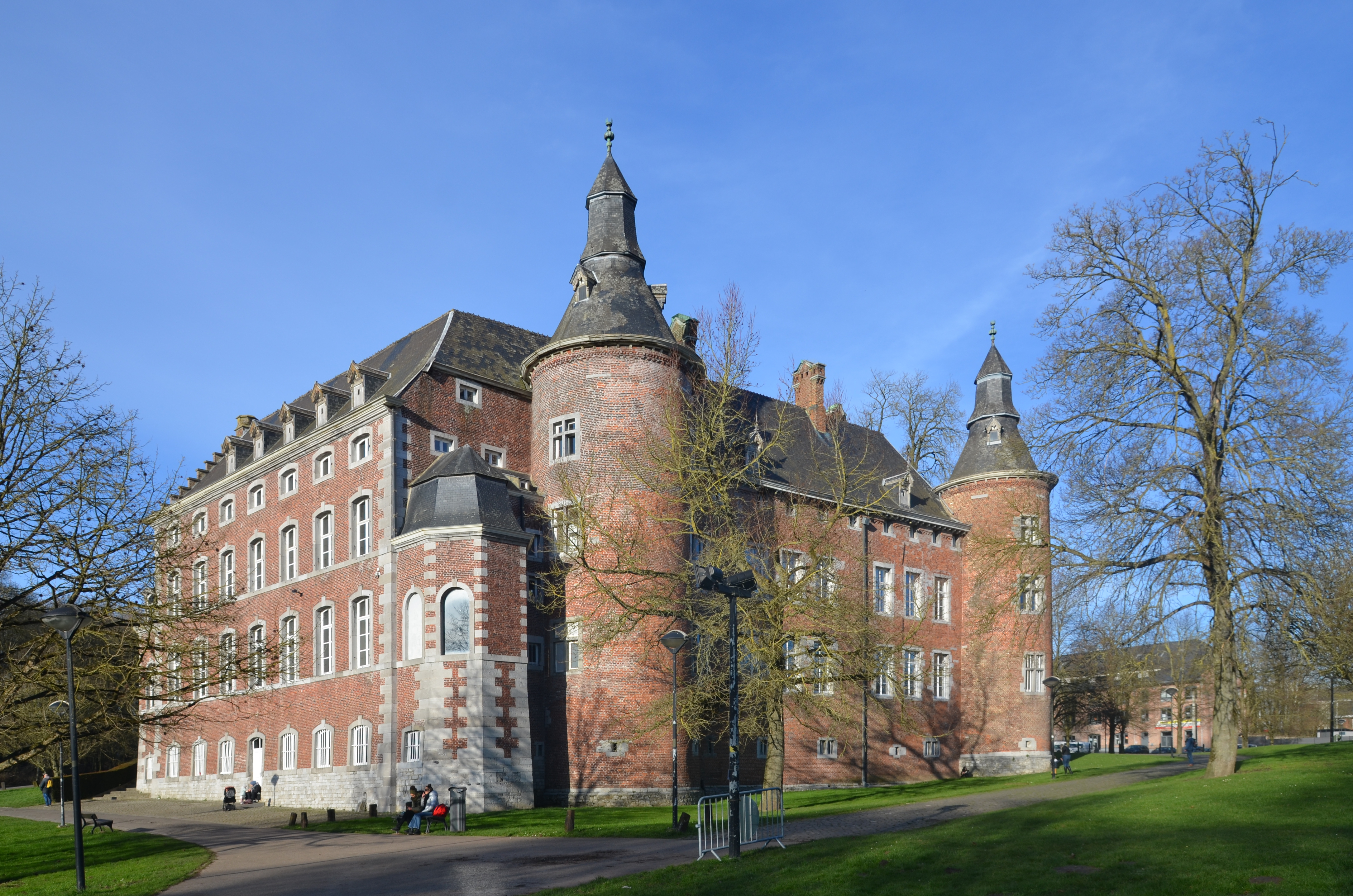
Monceau-sur-Sambre, Kasteel (17/18e eeuw).

## Geschiedenis
Monceau-sur-Sambre behoorde tot de gemeente Marchienne-au-Pont, tot het in 1822 werd afgesplitst als een zelfstandige gemeente.
Bij de gemeentelijke herindeling van 1977 werd Monceau-sur-Sambre een deelgemeente van de stad Charleroi.

## Bezienswaardigheden
- Het Kasteel van Monceau-sur-Sambre
- De Sint-Aloysius Gonzagakerk (Église Saint-Louis de Gonzague) is een neoclassicistisch kerkgebouw van 1836.

## Natuur en landschap
Monceau-sur-Sambre ligt in een dichtbevolkt gebied aan de Sambre en aan het Kanaal Charleroi-Brussel dat hier in de Sambre uitmondt. Bij het kasteel ligt een park van 67 ha, het Parc de Monceau met onder meer een Engelse landschapstuin. De hoogte aan de kerk bedraagt 103 meter. 

## Economie
Tal van mijnzetels waren nabij Monceau-sur-Sambre te vinden. De laatste sloot in 1980.
Van 1863 tot 2012 waren er walserijen. Ook een groot spoorwegknoppunt en een fabriek waar onder meer stoomlocomotieven werden vervaardigd, was in Monceau te gevestigd.

## Demografische ontwikkeling
- Bronnen:NIS, Opm:1831 tot en met 1970=volkstellingen, 1976= inwoneraantal op 31 december

## Geboren
- Joseph Baudrenghien (1873-1954), beeldhouwer
- Charles Moureaux (1902-1976), politicus

## Nabijgelegen kernen
Marchienne-au-Pont, Goutroux, Roux, Dampremy